# Tweede Kamerverkiezingen 2017/Kandidatenlijst/PvdA

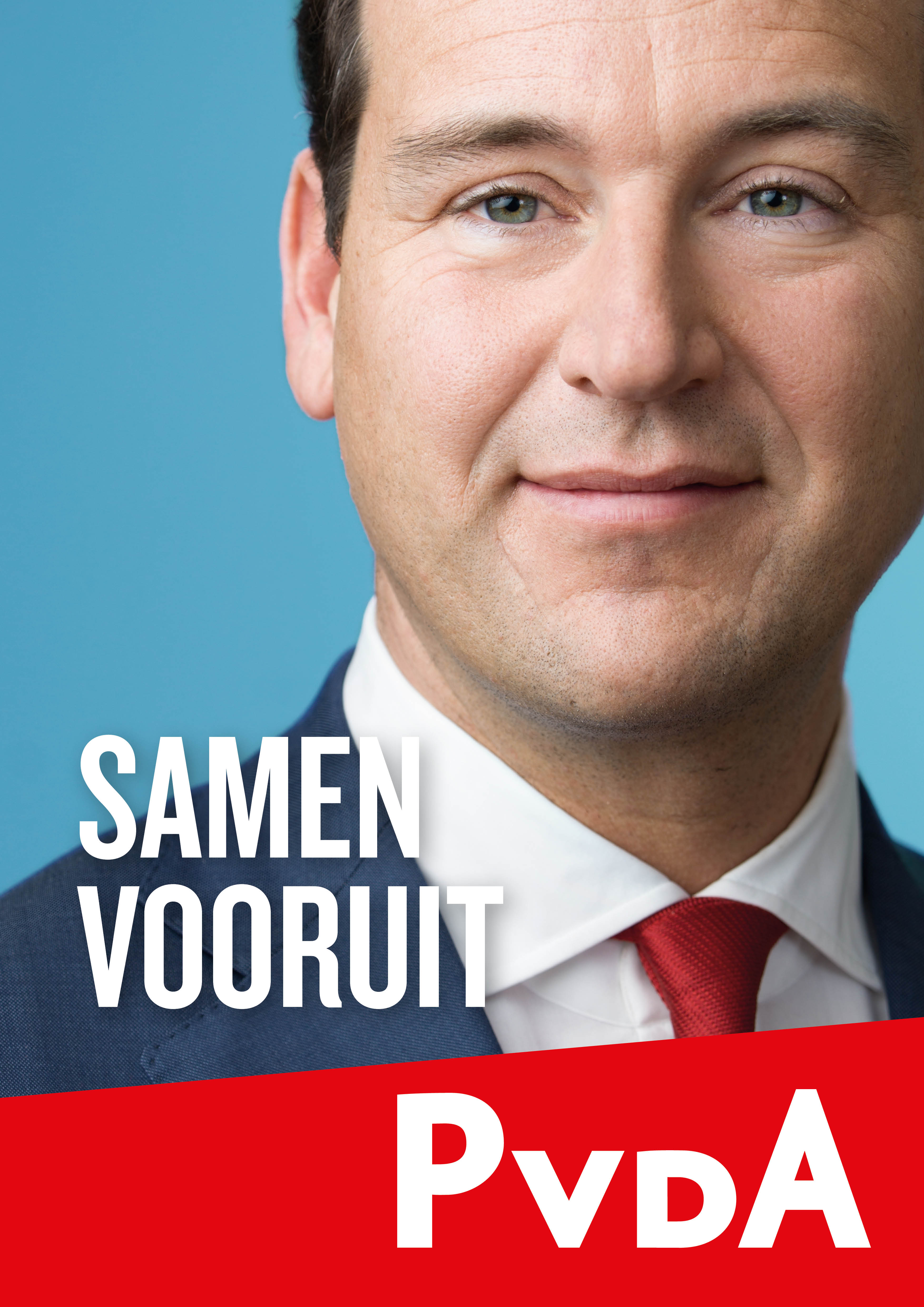
Verkiezingsposter PvdA

Dit is de kandidatenlijst van de Partij van de Arbeid voor de Tweede Kamerverkiezingen van 15 maart 2017 zoals vastgesteld door de Kiesraad. De lijst bestaat uit 75 landelijke kandidaten. De lijsttrekker is Lodewijk Asscher. Elke kieskring heeft aanvullend nog vijf lijstduwers, waarvan sommige kandidaten lijstduwer in meerdere kieskringen zijn.

## Totstandkoming

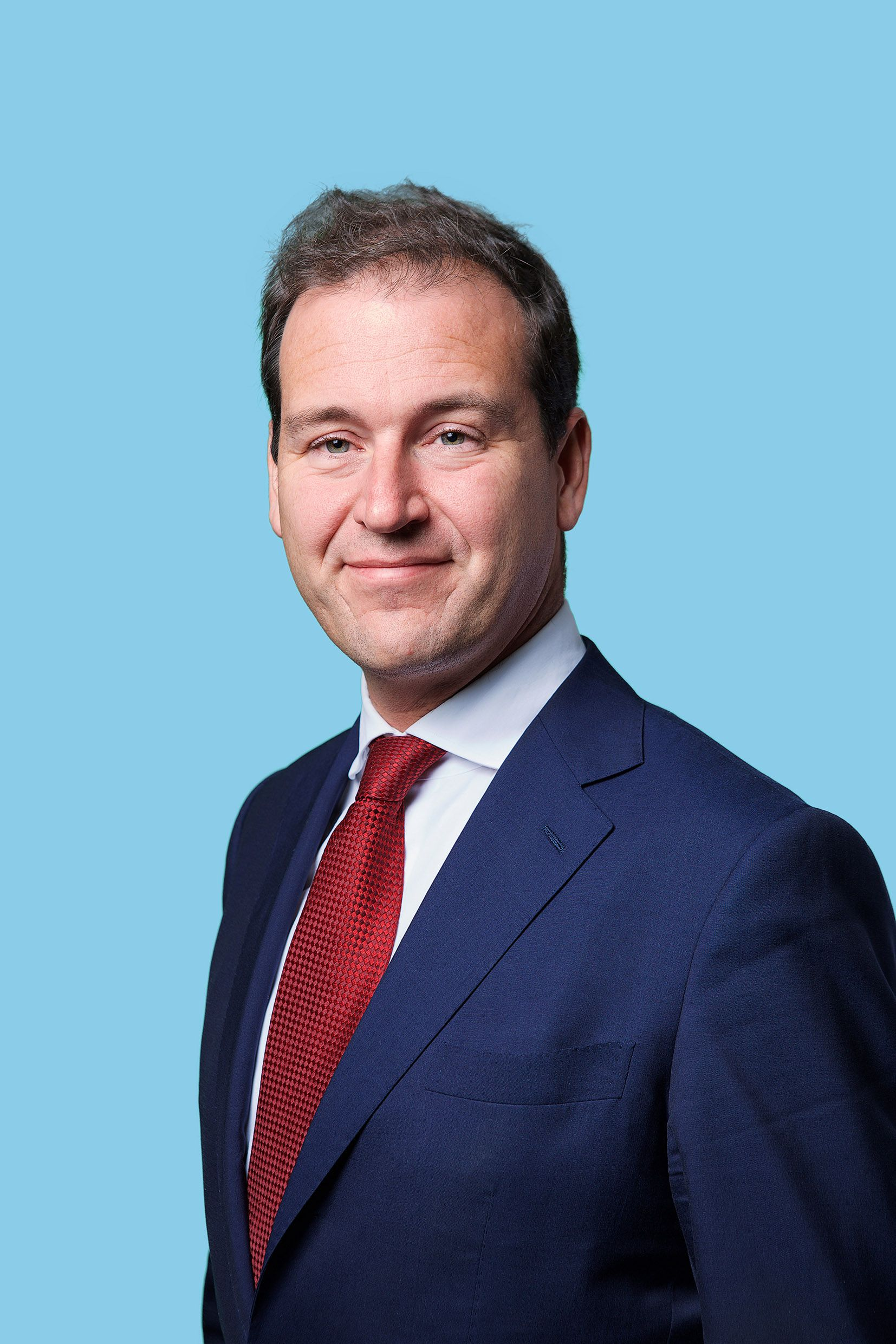
Lodewijk Asscher won de lijsttrekkersverkiezing met 54% van de stemmen

Op 19 mei 2015 maakte de PvdA de samenstelling van de adviescommissie kandidaatstelling Tweede Kamer bekend. De commissie bestond uit achttien personen met als voorzitter Felix Rottenberg. Op 11 september 2015 trok Rottenberg zich terug als voorzitter en hij werd opgevolgd door vicevoorzitter Max van den Berg. De commissie had als doel een conceptkandidatenlijst op te stellen voor de Tweede Kamerverkiezingen in 2017.
Van 24 november 2016 tot 7 december 2016 hield de PvdA een lijsttrekkersverkiezing waarbij partijleden een lijsttrekker konden kiezen. Nadat Tweede Kamerlid Jacques Monasch zich als kandidaat had teruggetrokken, waren de twee overgebleven kandidaten fractievoorzitter in de Tweede Kamer Diederik Samsom en vicepremier en minister van Sociale Zaken en Werkgelegenheid Lodewijk Asscher. Op 9 december 2016 werd bekend dat Asscher de lijsttrekkersverkiezing had gewonnen met 54% van de stemmen.
Op 22 december 2016 werd de conceptkandidatenlijst van de PvdA bekendgemaakt. Op 15 januari 2017 is de definitieve lijst vastgesteld tijdens het verkiezingscongres van de PvdA. Op 3 februari 2017 werd de kandidatenlijst officieel vastgesteld door de Kiesraad.

## Landelijke kandidaten
- vet: verkozen
- schuin: voorkeurdrempel overschreden

1. Lodewijk Asscher - 353.777 stemmen[7][8]
2. Khadija Arib - 48.440
3. Jeroen Dijsselbloem - 51.695
4. Sharon Dijksma - 35.836
5. Gijs van Dijk - 1.860
6. Attje Kuiken - 5.949
7. Henk Nijboer - 5.151
8. Kirsten van den Hul - 2.253
9. William Moorlag[9] - 3.741
10. Lilianne Ploumen - 21.990
11. John Kerstens[9] - 1.396
12. Joke de Kock - 3.178
13. Ahmed Marcouch - 4.388
14. Marith Volp - 4.079
15. Richard Moti - 2.955
16. Keklik Yücel - 3.850
17. Michiel Servaes - 628
18. Emine Bozkurt - 1.611
19. Ilco van der Linde - 654
20. Christa Oosterbaan - 5.512
21. Mohammed Mohandis - 766
22. Loes Ypma - 2.409
23. Jeroen Recourt - 610
24. Marit Maij - 1.009
25. Martijn de Kort - 603
26. Reshma Roopram - 2.612
27. Duco Hoogland - 279
28. Giselle Schellekens - 1.239
29. Albert de Vries - 590
30. Mirthe Biemans - 607
31. Harm Brouwer - 385
32. Mei Li Vos - 1.847
33. Joost Reinaerts - 1.061
34. Bouchra Dibi - 702
35. Bas van Drooge - 177
36. Amma Asante - 2.419
37. Emre Ünver - 426
38. Joyce Vermue - 1.420
39. Tjeerd van Dekken - 984
40. Anna-Lena Hedin-Penninx - 766
41. Bob Deen - 178
42. Cindy Vorselman-Derksen - 812
43. Erik Pentenga - 81
44. Anna van den Boogaard - 384
45. Roelof van Laar - 173
46. Tamar Schrofer - 171
47. Heino van Houwelingen - 89
48. Marinka Mulder - 314
49. Wimar Bolhuis - 130
50. Sultan Günal-Gezer - 408
51. Jelmer Staal - 1.973
52. Els Boot - 876
53. Mohammed Chahim - 326
54. Petra Koenders - 666
55. Roy Breederveld - 108
56. Laura Menenti - 255
57. Richard van de Burgt - 226
58. Lou Repetur - 168
59. Saami Akrouh - 123
60. Anita Engbers - 171
61. Thomas Ronnes - 129
62. Peggy Wijntuin - 548
63. Luc Brouwers - 124
64. Anja van Zantvoort - 165
65. Fred Cohen - 195
66. Anne Dankert - 135
67. Hafid Bouteibi - 239
68. Ivonne Voigt - 301
69. Jan Schuurman Hess - 71
70. Denise Klomp - 140
71. Marco Keizer - 186
72. Tirza Houben - 299
73. Eric van 't Zelfde - 372
74. Sandra Doevendans - 144
75. Foppe de Haan - 1.174

## Regionale kandidaten

### Groningen
1. Carine Bloemhoff - 230
2. Jan-Willem van de Kolk - 73
3. Laura Broekhuizen-Smit - 126
4. Ben Plandsoen - 31
5. Bé Schollema - 173

### Leeuwarden
1. Trees Flapper - 107
2. Andries Ekhart - 155
3. Wanda Ottens - 83
4. Remco van Maurik - 24
5. Houkje Rijpstra - 247

### Assen
1. Trijntje Hummel - 142
2. Cees Bijl - 404
3. Joop Brink - 62
4. Albert Smit - 109
5. Alex Wekema - 130

### Zwolle
1. Jos Harmelink - 72
2. Piet de Noord - 54
3. Gaston Sporre - 104
4. Nelleke Vedelaar - 307
5. Ed Wallinga - 168

### Lelystad
1. Bahreddine Belhaj - 17
2. Laura Bouwmeester - 144
3. Tjeerd Herrema - 20
4. Rien van der Velde - 35
5. Peter Pels - 25

### Nijmegen
1. Maaike Baggerman - 44
2. Jean Eigeman - 14
3. Harry Keereweer - 29
4. Josan Meijers - 40
5. Gerard Nieuwenhuis - 15

### Arnhem
1. Annelies de Jonge - 139
2. René Isselman - 48
3. Marga Jonkman - 109
4. Johan Kruithof - 71
5. Rita Weeda - 80

### Utrecht
1. Gadiza Bouazani - 58
2. Nicole Teeuwen - 50
3. Steven de Waal - 16
4. Fleur Imming - 138
5. Hans Spekman - 134[10]

### Amsterdam
1. Hedy d'Ancona - 66[11]
2. Ahmed Baâdoud - 143
3. Jesse Bos - 25
4. Pieter Hilhorst - 11
5. John Leerdam - 44[12]

### Haarlem
1. Joyce Langenacker - 82
2. Farida Polsbroek - 44
3. Xander den Uyl - 38[13]
4. Lars Voskuil - 39
5. Harry van den Bergh - 63

### Den Helder
1. Judith de Jong - 154
2. Dorus Luyckx - 41
3. Jeroen Olthof - 106
4. Ronald Vennik - 5
5. Ed Wagemaker - 70

### 's-Gravenhage
1. Paulien van der Hoeven - 15
2. Willem Minderhout - 20
3. Jeltje van Nieuwenhoven - 44
4. Kati Piri - 15
5. Roos Vermeij - 28

### Rotterdam
1. Marja Bijl - 43
2. Metin Çelik - 64
3. Flora Goudappel - 45
4. Marco Florijn - 30
5. Hans van Oudheusden - 30

### Dordrecht
1. Jacqueline van den Bergh - 112
2. Anne Koning - 97
3. Dick Rensen - 30
4. Mario Stam - 53
5. Wouter Struijk - 216

### Leiden
1. Marleen Barth - 15
2. Ron Hillebrand - 27
3. Marleen Damen - 54
4. Arie de Jong - 23
5. Hélène Oppatja - 121

### Middelburg
1. Petri d'Anjou-Lems - 28
2. Cees Liefting - 84
3. Chris Maas - 31
4. Conny Miermans - 35
5. Saskia Szarafinski - 79

### Tilburg
1. Bea van Beers - 70
2. Yusuf Çelik - 74
3. Paula Jorritsma - 22
4. Kees Jongmans - 63
5. Tine van de Weijer - 130

### 's-Hertogenbosch
1. Frank Depla - 149
2. Ehssane Gounou - 45
3. Gerrit Overmans - 32
4. Stijn Smeulders - 59
5. Jeroen Weyers - 56

### Maastricht
1. Jacques Costongs - 221
2. Leon Heuvelmans - 111
3. Birgit Op de Laak - 204
4. Robin Reichrath - 270
5. Jan Smeets - 176

### Bonaire
1. Hedy d'Ancona - 0[11]
2. John Leerdam - 12[12]
3. Hans Spekman - 0[10]
4. Xander den Uyl - 0[13]
5. Marjolein de Wit-Greuter - 0

VVD · PvdA · PVV · SP · CDA · D66 · ChristenUnie · GroenLinks · SGP · Partij voor de Dieren · 50PLUS · OndernemersPartij · VNL · DENK · Nieuwe Wegen · Forum voor Democratie · De Burger Beweging · Vrijzinnige Partij · GeenPeil · Piratenpartij · Artikel 1 · Niet Stemmers · Libertarische Partij · Lokaal in de Kamer · Jezus Leeft · StemNL · Mens en Spirit/Basisinkomen Partij/V-R · Vrije Democratische Partij
1946 · 1948 · 1952 · 1956 · 1959 · 1963 · 1967 · 1971 · 1972 · 1977 · 1981 · 1982 · 1986 · 1989 · 1994 · 1998 · 2002 · 2003 · 2006 · 2010 · 2012 · 2017 · 
2021 · 2023